# Trias (Berlin)
Trias (auch: Trias Towers Berlin) ist ein dreigliedriger Gebäudekomplex am Nordufer der Spree im Berliner Ortsteil Mitte des gleichnamigen Bezirks, zwischen der Michaelbrücke und der Jannowitzbrücke gelegen. Er wurde 1992 bis 1996 als symbolisches Tor des Ostens für die Berliner Innenstadt von den Architekten Lucia Beringer und Gunther Wawrik entworfen und von einer privaten Immobiliengesellschaft finanziert.

## Geschichte
Die Münchner Architektengemeinschaft Lucia Beringer und Gunther Wawrik hatte einen vom Käufer des Grundstücks, der Immobiliengesellschaft DG Anlagen GmbH (einer Tochter der DG Bank) aus Frankfurt am Main, ausgeschriebenen Wettbewerb gewonnen. Sie lieferten Pläne für ein Geschäftshaus im Stil der Moderne mit einer geschwungenen Stahl-Glas-Fassade und orientierten sich an der traditionellen Berliner Traufhöhe (22 m). Die Architektur fügt sich in die vorhandene nahegelegene Wohnbebauung und den Verlauf der Trasse der Bahnanlagen ein und setzt mit den drei aus einem Sockel herausragenden Türmen zugleich bauliche Akzente. Der Eigentümer gewann mehrere Tausend Kleinanleger für die Mitfinanzierung des Baus. Als Bauherr und Auftraggeber fungierte die Firma Bauwert GmbH.
Die konkrete bauliche Umsetzung erfolgte durch mehrere große Firmen und Vergabe von Unteraufträgen für die Handwerkerleistungen. Franz Küng GmbH – Architekten und Generalplaner verfeinerten die architektonischen Entwürfe und waren an der Realisierung (Bauüberwachung) und Gesamtabrechnung beteiligt. Die Ingenieurgesellschaft „Prof. Dr.-Ing. H. Müller-Kirchenbauer und Partner GmbH“ (MKP) übernahm die baulichen Vorbereitungsarbeiten Untergrunderkundungen, Boden- und Gründungsgutachten, spezialtiefbauliche Beratung, Überwachung der Schlitzwandarbeiten, Auswertung und Beurteilung von Setzungsmessungen, Gründungsberatung zur Abfangung des Bahnviadukts und stellte den Antrag auf wasserbehördliche Erlaubnis. Der Firma Horn Orientierungssysteme oblagen insbesondere die Bauleitung und Projektsteuerung, das Corporate Design, die Markenentwicklung (Trias) und deren Anmeldung, die Werbe- und Lichtkonzeption sowie die Form-, Farb- und Materialauswahl. Unterauftragnehmer waren u. a. Knauf Gipssystemesowie Berliner Prüfingenieure.
Die Grundsteinlegung erfolgte am 4. Mai 1994 im Beisein des damaligen Berliner Bausenators Wolfgang Nagel. Die Gesamtkosten für den 1996 fertiggestellten Trias-Gebäudekomplex betrugen 57,5 Millionen Euro.

## Gebäude und Architektur
Der Gebäuderiegel längs der Holzmarktstraße zeigt drei in abgerundeter V-Form angeordnete markante Einzelgebäude. Diese sind jeweils 13 Stockwerke (44 Meter) hoch und miteinander durch einen sechsgeschossigen Sockel verbunden. Die Erdgeschosszone des Verbindungsbaus mit 33.000 m² Fläche ist zusammen mit sanierten und ausgebauten S-Bahn-Bögen als Fußgängerbereich gestaltet und bietet Platz für Ladengeschäfte und Dienstleister. Die Dachflächen des Sockels sind als „grüne Oasen“ für die Nutzer und Besucher des Trias angelegt. Der gesamte Gebäudekomplex besitzt drei Tiefgeschosse.
Die Grundfläche des gesamten Gebäudekomplexes beträgt 3.800 m², die Bruttogeschossfläche wird mit 48.000 m² angegeben und die reine Mietfläche ist 25.780 m² groß.

## Nutzer

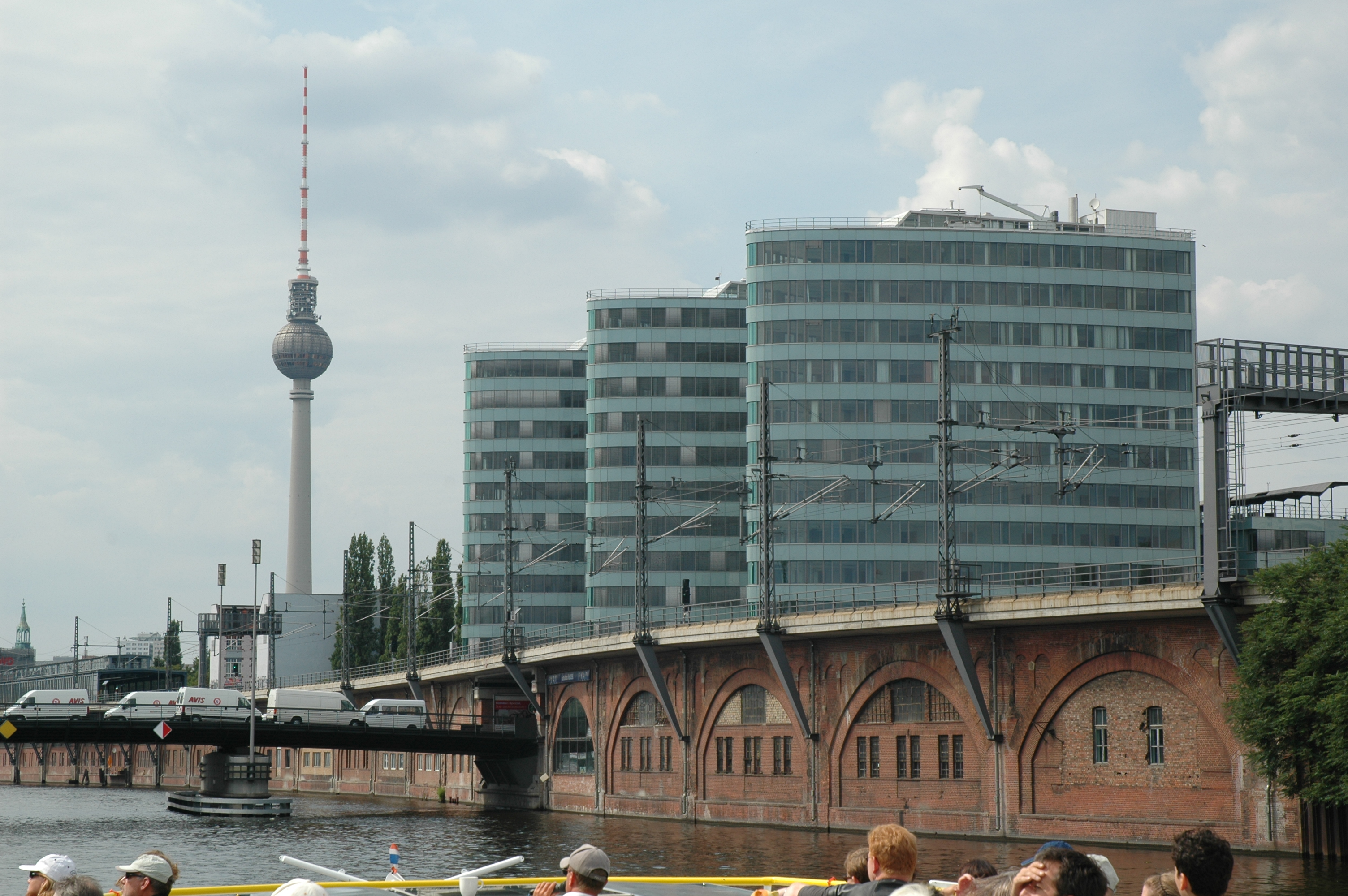
Ansicht von Osten

Die Bürofläche der Trias-Towers dient seit August 2008 als neue Zentrale der Berliner Verkehrsbetriebe (BVG). Die BVG hatte zuvor ihre alte Hauptverwaltung am Kleistpark in Schöneberg und ihre Immobilie Rosa-Luxemburg-Straße in Mitte verkauft, nutzte jedoch noch längerfristig einige Räumlichkeiten in der alten Hauptverwaltung.
Zuvor waren Hauptmieter die Deutsche Bahn AG und die Treuhand-Nachfolgegesellschaft TLG Immobilien.

## Verwechslungsgefahr
Trias – aus dem Lateinischen Dreiheit oder Dreiklang – ist ein häufig benutzter Begriff für Unternehmen, Bauten oder Komplexe auch in Berlin. Das Trias-Gebäude ist nicht zu verwechseln mit der trias gGmbH, einer gemeinnützigen Gesellschaft für Arbeit, Gesundheit und Soziales in Berlin-Neukölln und auch nicht mit der Stiftung Trias, die sich mit neuen Wohnprojekten im Zusammenhang mit Schenken, Stiften, Vererben beschäftigt. Im Internet finden sich noch weitere in Berlin tätige Unternehmen, die das Wort Trias in ihrem Firmennamen führen. Bereits im Jahr 2000 ist in Berlin-Wilmersdorf ein Bürohaus Trias fertiggestellt worden. Außerdem wird ein ebenfalls um 2000 gebautes Gebäude der Wirtschaftsprüfungs- und Steuerberatungsgesellschaft Röver in Schmargendorf ebenfalls mit Trias-Kanzleigebäude bezeichnet.